# Distrito de Páucar
El distrito de Páucar es uno de los ocho que conforman la provincia de Daniel Alcides Carrión, ubicada en el departamento de Pasco, en el centro del Perú.
Desde el punto de vista jerárquico de la Iglesia católica forma parte de la Diócesis de Tarma, sufragánea de la Arquidiócesis de Huancayo.

## Toponimia
Derivaría de la voz quechua surcentral pawkar ---> floración de campo.

## Historia
El distrito fue creado mediante Ley N° 11905, del 4 de diciembre de 1952, en el gobierno del Presidente Manuel A. Odría.

## Geografía
Ubicado en la región Sierra , con una superficie aproximada de 134,18 km² a 98 km de Cerro de Pasco, con acceso por carretera afirmada.

## Capital
Es el pueblo de Paucar, ubicado a 3 350 m s. n. m.

## Autoridades

### Municipales
- 2011 - 2014[3]
  - Alcalde: Rodolfo Teobaldo Jurado Rivas, Movimiento Nueva Izquierda (MNI).[4]
  - Regidores: Aldo Flores Fuster Punto (MNI), Lorenzo Olivas Sarmiento (MNI), Pedro Juan Huaqui Requín (MNI), Liliana Tomas Romero (MNI), Germán Vriginio Berrospi Escandón (Somos Perú).[5]
- 2007-2010
  - Alcalde: Valeriano Chamorro Trinidad.
- 2014 - 2018
  - Alcalde: Cornelio

### Policiales
- Comisario: Mayor  PNP.

### Religiosas
- Diócesis de Tarma[6]
  - Obispo (2001-2014): Mons. Richard Daniel Alarcón Urrutia.
- Parroquia
  - Párroco: Pbro.